# 석민희
석민희(石旼熹, 1968년 9월 7일~)는 대한민국의 핸드볼 선수이다. 1988년 하계 올림픽에서 금메달을 따는데 기여했다. 